# Санчес, Пабло
Пабло Андрес Санчес Спакес (исп. Pablo Andrés Sánchez Spucches; род. 3 января 1973, Росарио, Санта-Фе) — аргентинский футболист, полузащитник; тренер. Играл за ряд клубов, таких как «Росарио Сентраль», «Фейеноорд» и других.

## Биография
Пабло родился в Росарио, Санта-Фе. Санчес начал играть в «Росарио Сентраль», прежде чем переехал в «Фейеноорд» в 1996 году. В лучшем сезоне своей карьеры он забил 16 голов в Эредивизи в свой первый год. Результаты команды были достаточно хороши, чтобы она заняла второе место. Позже он недолгое время представлял «Алавес» из Испании и бельгийский «Харелбеке».
Завершил игровую карьеру в 2005 году в «Кильмесе». Впоследствии начал тренерскую карьеру. На родине работал в «Банфилде» и «Росарио Сентрале». Также тренировал боливийский «Ориенте Петролеро» (дважды) и ряд чилийских клубов. С 2020 года тренировал «Аудакс Итальяно».

## Титулы
В качестве игрока
- Обладатель Кубка КОНМЕБОЛ (1): 1995

В качестве тренера
- Победитель Второго дивизиона (Примера B) чемпионата Чили (1): 2013